# Mediapro (entreprise)
Pour les articles homonymes, voir Mediapro.

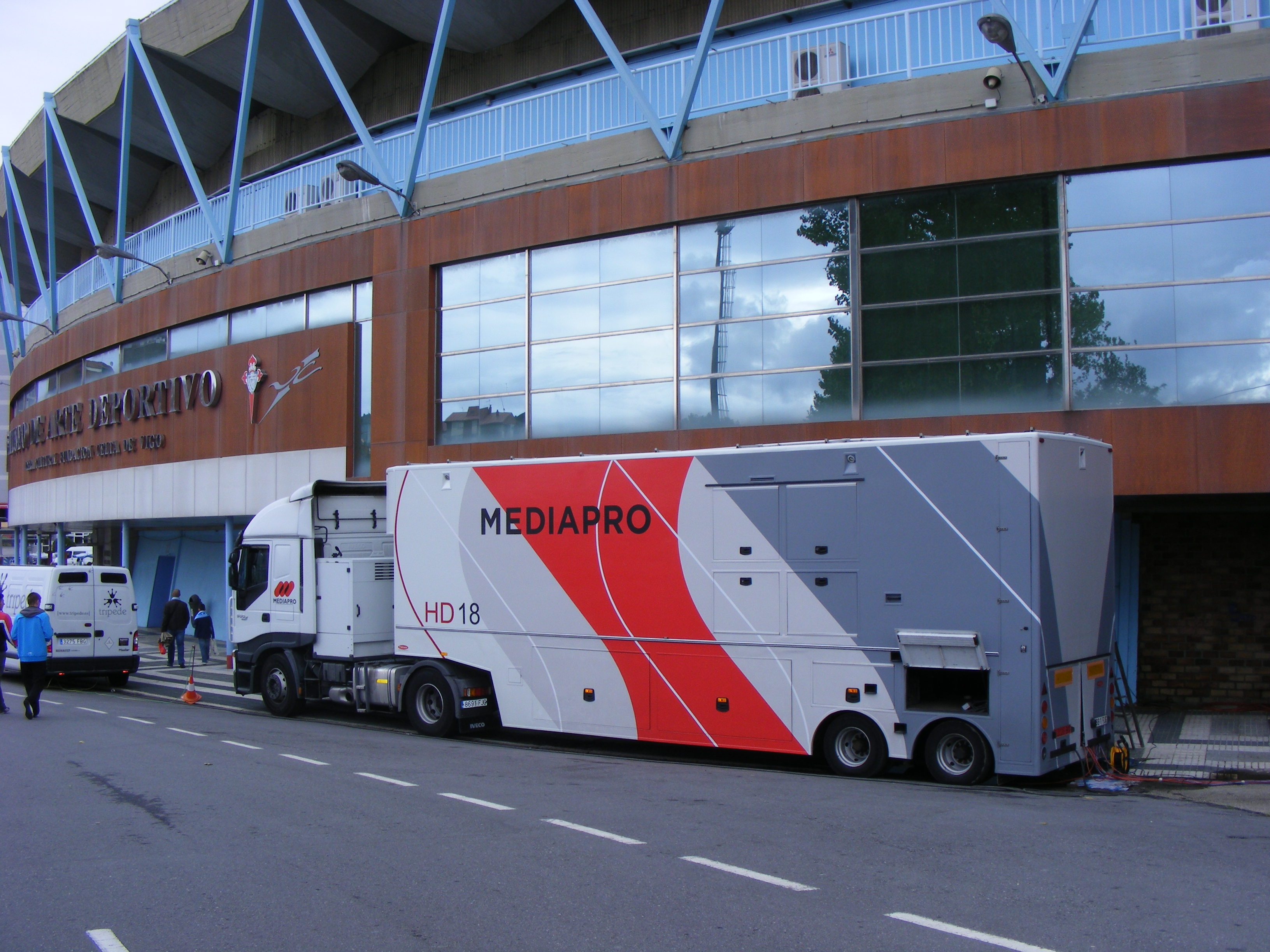
Un camion de Mediapro au stade de Balaídos

Mediapro est un groupe audiovisuel espagnol créé en 1994 par Jaume Roures, inclus dans la holding Imagina Media Audiovisual, elle-même détenue à 53,5 % par le fonds d'investissement chinois Orient Hontai Capital et à 22,5 % par le groupe publicitaire britannique WPP,.
Le groupe est présent sur le plan national comme sur le plan international (Espagne, Portugal, Roumanie, Qatar, etc.) à travers plusieurs filiales exerçant diverses activités dans le cinéma, la production et les droits télévisés, notamment liés au football. Mediapro possède notamment la chaîne de télévision consacrée au football Gol Televisión, diffuseur historique de la Liga en Espagne.
En France, Mediapro se distingue en obtenant la majeure partie des droits de diffusion des championnats de football de Ligue 1 et de Ligue 2 en 2018 puis en refusant de payer la deuxième traite des droits en octobre 2020 ainsi que la troisième en décembre 2020. En raison de la crise sanitaire et économique engendrée par la Pandémie de Covid-19, Mediapro exige un rabais sur ses droits tv et engage une procédure de conciliation auprès du tribunal de commerce de Nanterre en octobre 2020.
Un accord avec la Ligue de Football Professionnel est trouvé en décembre 2020 afin de rompre le contrat. Mediapro continue cependant de diffuser les matchs de Ligue 1 et de Ligue 2 jusqu'à ce qu'un nouveau diffuseur soit trouvé. Après l'accord passé entre la LFP et le Groupe Canal+ le 4 février 2021 pour la reprise de ces droits jusqu'à la fin de saison 2020-2021, Mediapro n’est plus le diffuseur de la Ligue 1 et Ligue 2 à compter du 8 février 2021, date de fin d'émission de sa chaîne Téléfoot.

## Histoire

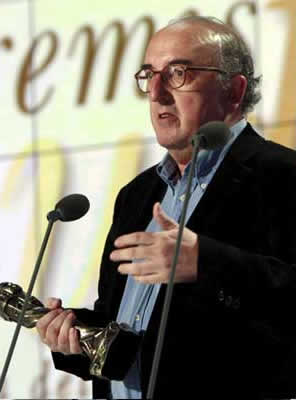
Jaume Roures

La société est fondée en 1994 par l'homme d'affaires et producteur espagnol Jaume Roures.
En 2006, Mediapro intègre, avec le groupe Globomedia (es), la holding Imagina Media Audiovisual qui devient alors la plus grande société de production audiovisuelle d'Espagne.
Le 16 février 2018, le fonds d'investissement chinois Orient Hontai Capital, filiale d'Orient Securities Company Limited (en), prend le contrôle de Mediapro via sa prise de participation à 53,5 % dans Imagina Media Audiovisual,,. Orient Securities Company Limited est contrôlé en Chine par la municipalité de Shanghai, et donc indirectement par l'État chinois.
En 2021, l'entreprise tente, sans succès, d'obtenir une partie des droits de la Série A (Italie).

## Activités

### Chaînes de télévision
[passage promotionnel]En 2006, Imagina Media Audiovisual crée La Sexta, qui en octobre 2012 est absorbé par Atresmedia en échange de 4 % des actions de Atresmedia, qui est devenu la propriété d'Imagina Media Audiovisual.
En septembre 2008, le groupe lance sa chaîne consacrée au football, Gol Televisión, qui en août 2009 commence ses tests d'émissions sur la TNT espagnole (TDT) pour être en septembre 2009 la première chaîne payante de la TDT. Gol Television cesse d'émettre le 30 juin 2015.
En mai 2014, Mediapro rachète TotalChannel, qui est intégré dans Mediapro en tant que nouveau concept de télévision multiplateforme permettant d'accéder aux principales chaînes de télévision via différents appareils. Les clients de TotalChannel peuvent accéder à des matchs de football, des séries, des films et du contenu familial sur FOX (es), FOX Life (es), AXN (es), Nickelodeon, TCM, TNT, Paramount Comedy, Channel History (es) et National Geographic (es).
En juillet 2015, Mediapro lance, avec le groupe de médias qatarien BeIn Media Group, la chaîne beIN Sports (es), destinée à la diffusion de la Ligue des champions et de la Ligue Europa en Espagne. Le 1er juillet 2016, le groupe lance la nouvelle chaîne Bein LaLiga (es), pour la diffusion de certaines des compétitions domestiques les plus prestigieuses en Espagne. La chaîne propose huit matchs par jour de LaLiga, la Coupe du Roi et un match de la Liga Iberdrola. beIN LaLiga est disponible sur les opérateurs Movistar, Orange, Vodafone, Telecable, Deion Communications et beIN CONNECT.
Le 1er juin 2016, Gol (es) est créé comme une alternative à la diffusion de contenu sportif ouvert en Espagne. Les téléspectateurs peuvent suivre Laliga (mais pas de grandes équipes), Laliga 1|2|3, la Copa del Rey, Laliga Iberdrola, le football des jeunes et d'autres sports tels que le paddle-tennis, l'UFC, la boxe et les sports extrêmes. GOL peut être suivi gratuitement sur la TNT et sur les opérateurs Movistar, Orange, Vodafone, Telecable et beIN CONNECT.
Depuis mars 2015, Canal F1 Latin America (es) propose la Formule 1, F2 et GP3 en direct et en HD dans toute l'Amérique latine (excepté le Brésil) avec des contenus qui incluent plus de 30 heures de programmation dans chaque Grand Prix avec des essais libres, des qualifications et Carrière. Le tout accompagné de programmes d'analyse, d'interviews et de reportages centrés sur le monde du sport automobile.

### En Italie
Le 5 février 2018, Mediapro obtient les droits télévisés pour la période allant de 2018 à 2021 de la Serie A pour un montant d'1,05 milliard d'euros par saison. Néanmoins, son projet de revente des droits est retoqué le 9 mai par un tribunal de Milan, saisi par Sky Italia. 
N'ayant pas apporté suffisamment de garanties financières auprès de la Ligue, celle-ci annule l'attribution des droits TV. La ligue italienne juge alors non-conforme le fait que ce soit Orient Hontai, la structure chinoise à la tête de Mediapro, et non Mediapro lui-même qui soit à l'origine des fonds apportés par le groupe, à hauteur de 1,6 milliard d'euros. Début juin, un nouvel appel d'offres sur les droits de diffusion est lancé.

### En France

#### Une arrivée fracassante (2018-2020)
Le 29 mai 2018, Mediapro remporte plusieurs lots des droits de diffusion de la Ligue 1 pour la période 2020-2024 et prévoit ainsi la création d'une nouvelle chaîne spécialisée en France,.
Début août 2019, Mediapro nomme Julien Bergeaud au poste de directeur général de Mediapro Sport France afin de créer la chaîne pour la diffusion du football français à partir de l'été 2020,.
Fin octobre 2019, Mediapro a annoncé se positionner comme candidat pour diffuser la Ligue des champions en France pour la période allant de 2021 à 2024,. Le groupe Altice (RMC, BFM), détenteur des droits jusqu'en 2021, se positionne aussi comme candidat à sa propre succession de diffuseur, tout comme BeIN Sports. Finalement, les droits de diffusion de la Ligue des Champions sont attribués à Canal+ et BeIN Sports. RMC Sport et Mediapro n'obtiennent aucun lot.
En janvier 2020, Mediapro annonce avoir déposé un dossier de demande de convention au conseil supérieur de l'audiovisuel pour une création de chaîne en juillet 2020. L'objectif de Mediapro est d'atteindre 3,5 millions d'abonnés au cours du cycle 2020-2024, à un tarif d'abonnement de 25 euros par mois. Jean-Michel Roussier est nommé directeur conseil délégué sur l'antenne et les programmes en mars 2020. Le 2 juin 2020, Mediapro annonce s'allier avec le groupe TF1 pour créer sa chaîne en France. La nouvelle chaîne s'appellera Téléfoot, comme le magazine dominical de TF1 et profitera du duo de commentateurs de la première chaîne, Grégoire Margotton et Bixente Lizarazu, pour une vingtaine de matches de L1 diffusés le dimanche soir.
Fin juillet 2020, Mediapro et Altice France trouvent un accord pour la co-diffusion des matchs de Ligue des champions et de Ligue Europa de football. Altice revend les droits des deux compétitions européennes qu'elle détenait jusqu'en juin 2021 tandis que RMC Sport, chaîne appartenant à son groupe, diffuse tout de même les matchs grâce à l'accord passé avec Mediapro. Par ailleurs, la chaîne Téléfoot est disponible sur le bouquet SFR, propriété également d'Altice. Grâce à cet accord passé, Altice réduit les couts liés à l'achat des droits de retransmission, mais propose l'intégralité des compétitions de club les plus suivies à ses abonnés avec la Ligue 1, la Ligue 2, la Ligue des champions, la Ligue Europa et les championnats étrangers les plus suivis (Angleterre, Espagne, Allemagne et Italie).
Le 14 août 2020, Mediapro annonce avoir également trouvé un accord avec Bouygues Télécom pour diffuser sa chaîne Téléfoot,.
Fin septembre 2020, Mediapro est assigné en justice par Canal qui l'accuse "d'inégalité de traitement" en raison des "conditions irréalistes" souhaitées par le diffuseur espagnol au sujet d'un accord pour la diffusion des matchs de championnat de France de foot,.

#### Affaire Mediapro (2020-2021)
Début octobre 2020, Jaume Roures annonce qu'il souhaite renégocier le contrat et les montants signés avec la LFP concernant l'acquisition des droits de retransmission du championnat de France sur la période 2020-2024. Après avoir versé avec retard le premier versement de l'été 2020, Mediapro ne verse pas en temps voulu la somme due en octobre, 135 millions d'euros sur un total de 780 millions d'euros pour l'ensemble de la saison 2020-2021 de Ligue 1 et 34 millions d'euros pour la Ligue 2 sur la même période. S'appuyant sur la crise sanitaire qui met à mal les recettes publicitaires, Mediapro estime que le contrat a été "établi dans des conditions qui n’ont rien à voir avec la situation actuelle" et qu'il est donc normal d'en revoir les termes. La LFP refuse le délai de report du paiement, étant donné qu'elle s'est engagée à redistribuer la somme aux clubs professionnels quelques jours après. Des négociations débutent alors entre la LFP et Mediapro, dont la réputation et la crédibilité sont fortement entachées par ce défaut de paiement.
Le 14 octobre 2020, la LFP reçoit l'autorisation du tribunal de commerce de Nanterre de saisir les avoirs de Mediapro en France. La Ligue peut alors envoyer des huissiers procéder à des « saisies conservatoires » chez les opérateurs télécoms qui encaissent les revenus des abonnements. À la suite d'un audit réalisé dans le cadre de la procédure de conciliation avec la LFP, L’Équipe révèle que la chaîne Téléfoot ne compterait que 480 000 abonnés.  
Le 11 décembre, la conciliation aboutit avec la LFP ; la direction annonce l'arrêt de la chaîne à ses employés, Mediapro renonçant à ses droits tv (en plus du versement d'une somme de 100 millions d'euros d'indemnité à la Ligue) en échange de l'absence de poursuite judiciaire.

## Filiales du groupe
- Audioclip

- Bikini
- CLS
- Eumóvil
- Fila 7
- Gol Televisión
- Imagina International Sales
- K 2000
- La Sexta
- Liquid Media
- Media 3.14
- Media Burst
- Media Luso
- MediaMag
- Media Móvil
- Media News
- Mediarena
- Mediapark
- Media Report
- MediaSat
- Media Sports
- Media Sur
- Mediatem
- Media Watt
- Media World
- Mercuri
- Molinare
- OneSoccer
- Overon (ex-GlobeCast España)
- Ovideo TV
- Umedia
- Unitecnic
- Vídeo Shopping
- wTVision
- Zeligstudio